# Gongogi
Gongogi este un oraș în statul Bahia (BA) din Brazilia.